# 1991–1992-es magyar női kosárlabda-bajnokság
Az 1991–1992-es magyar női kosárlabda-bajnokság az ötvenötödik magyar női kosárlabda-bajnokság volt. Húsz csapat indult el, a csapatok az előző évi szereplés alapján két csoportban (A csoport: 1-10. helyezettek, B csoport: 11-17. helyezettek plusz a három feljutó) két kört játszottak. Az alapszakasz után a csapatok play-off rendszerben játszottak a végső helyezésekért.
A bajnokságok történetében első alkalommal vidéki csapat, a Pécsi VSK-Co-Order lett az aranyérmes.
Az MTK-VM új neve MTK lett.
A Diósgyőri VTK új neve Diósgyőri KSK lett.
A Szarvasi Dózsa TSZ SE új neve BSC Szarvas lett.

## Alapszakasz

### A csoport
| #   | Csapat                 | M  | Gy | V  | K+   | K-   | P  |
| --- | ---------------------- | -- | -- | -- | ---- | ---- | -- |
| 1.  | Tungsram SC            | 18 | 16 | 2  | 1625 | 1237 | 34 |
| 2.  | MTK                    | 18 | 13 | 5  | 1457 | 1246 | 31 |
| 3.  | Diósgyőri VTK-SeM      | 18 | 12 | 6  | 1430 | 1288 | 30 |
| 4.  | Pécsi VSK-Co-Order     | 18 | 12 | 6  | 1379 | 1285 | 30 |
| 5.  | BSE-Taverna            | 18 | 10 | 8  | 1177 | 1160 | 28 |
| 6.  | BEAC-Gépszev           | 18 | 7  | 11 | 1292 | 1407 | 25 |
| 7.  | BSC Szarvas            | 18 | 5  | 13 | 1189 | 1322 | 23 |
| 8.  | Szeged SC              | 18 | 5  | 13 | 1260 | 1407 | 23 |
| 9.  | Soproni VSE-Raabersped | 18 | 5  | 13 | 1390 | 1596 | 23 |
| 10. | Sabaria-Carbon SE      | 18 | 5  | 13 | 1171 | 1422 | 23 |

### B csoport
| #   | Csapat                     | M  | Gy | V  | K+   | K-   | P  |
| --- | -------------------------- | -- | -- | -- | ---- | ---- | -- |
| 1.  | Kecskeméti SC-Meds         | 18 | 16 | 2  | 1389 | 1060 | 34 |
| 2.  | KSC Szekszárd              | 18 | 16 | 2  | 1440 | 1067 | 34 |
| 3.  | Egis-OSC                   | 18 | 16 | 2  | 1519 | 1260 | 34 |
| 4.  | Testnevelési Főiskola SE   | 18 | 11 | 7  | 1201 | 1146 | 29 |
| 5.  | Soproni Postás             | 18 | 7  | 11 | 1164 | 1256 | 25 |
| 6.  | Alba Regia Építők-Albacomp | 18 | 7  | 11 | 1138 | 1323 | 25 |
| 7.  | MÁV Nagykanizsai TE        | 18 | 6  | 12 | 1175 | 1278 | 24 |
| 8.  | Szolnoki MÁV MTE           | 18 | 6  | 12 | 1204 | 1390 | 24 |
| 9.  | Ikarus SE                  | 18 | 4  | 14 | 1146 | 1412 | 22 |
| 10. | Közgáz-Masped SC           | 18 | 1  | 17 | 1105 | 1289 | 19 |

* M: Mérkőzés Gy: Győzelem V: Vereség K+: Dobott kosár K-: Kapott kosár P: Pont

## Rájátszás

### 1–8. helyért
Negyeddöntő: Tungsram SC–Szeged SC 96–71, 78–65 és MTK–BSC Szarvas 72–77, 90–70, 84–52 és Diósgyőri VTK-SeM–BEAC-Gépszev 87–68, 85–67 és Pécsi VSK-Co-Order–BSE-Taverna 70–62, 69–66
Elődöntő: Tungsram SC–Pécsi VSK-Co-Order 87–63, 57–74, 67–73, 68–57, 93–99 és MTK–Diósgyőri KSK-SeM 61–63, 76–70, 80–59, 52–66, 58–61
Döntő: Diósgyőri KSK-SeM–Pécsi VSK-Co-Order 77–80, 74–80, 91–61, 68–76
3. helyért: Tungsram SC–MTK 95–87, 68–70, 82–63, 65–64
5–8. helyért: BSE-Taverna–Szeged SC 59–69, 83–86 és BEAC-Gépszev–BSC Szarvas 72–67, 50–69, 58–80
5. helyért: BSC Szarvas–Szeged SC 63–66, 75–61, 59–62
7. helyért: BSE-Taverna–BEAC-Gépszev 63–68, 81–56, 81–77

### 9–20. helyért
9–20. helyért: Soproni VSE-Raabersped–Albacomp-Softco SC 97–71, 88–81 és Sabaria-Carbon SE–Soproni Postás 82–50, 66–62 és Kecskeméti SC-Meds–Testnevelési Főiskola SE 110–77, 78–59 és KSC Szekszárd–Egis-OSC 79–65, 61–82, 60–64 és MÁV Nagykanizsai TE–Közgáz-Masped SC 77–70, 78–80, 94–87 és Szolnoki MÁV MTE–Ikarus SE 68–76, 50–60
9–12. helyért: Soproni VSE-Raabersped–Egis-OSC 100–81, 113–120, 88–85, 84–82 és Sabaria-Carbon SE–Kecskeméti SC-Meds 70–78, 56–78, 79–95
9. helyért: Soproni VSE-Raabersped–Kecskeméti SC-Meds 87–84, 83–89, 106–84
11. helyért: Sabaria-Carbon SE–Egis-OSC 79–82, 72–86
13–20. helyért: KSC Szekszárd–Közgáz-Masped SC 98–42, 84–68 és Testnevelési Főiskola SE–Szolnoki MÁV MTE 71–54, 62–64, 66–45 és Soproni Postás–Ikarus SE 62–56, 59–73, 68–55 és Albacomp-Softco SC–MÁV Nagykanizsai TE 86–65, 56–84, 90–63
13–16. helyért: KSC Szekszárd–Albacomp-Softco SC 90–62, 61–58 és Testnevelési Főiskola SE–Soproni Postás 63–50, 82–62
13. helyért: KSC Szekszárd–Testnevelési Főiskola SE 65–45, 73–46
15. helyért: Soproni Postás–Albacomp-Softco SC 68–65, 59–88, 61–65
17–20. helyért: MÁV Nagykanizsai TE–Közgáz-Masped SC 92–66, 82–81, 74–75, 84–70 és Szolnoki MÁV MTE–Ikarus SE 81–79, 64–86, 61–55, 63–74, 54–71
17. helyért: MÁV Nagykanizsai TE–Ikarus SE 86–83, 70–82, 63–66
19. helyért: Szolnoki MÁV MTE–Közgáz-Masped SC 76–71, 82–78